# Campeonato Sudamericano de Hockey sobre césped masculino de 2008
El Campeonato Sudamericano de Hockey sobre césped masculino de 2008 se llevó a cabo desde el 29 de marzo al 6 de abril de 2008 en Montevideo, Uruguay.
La competencia consistió en un formato todos contra todos, y culminó con el tricampeonato argentino, un nuevo subcampeonato chileno y con el tercer lugar para Uruguay. Esta edición marco el debut de Venezuela.

## Equipos participantes
- Argentina
- Brasil
- Chile
- Paraguay
- Perú
- Uruguay
- Venezuela

### Grupo Único
| Equipo    | Pts | PJ | V | E | D | GF | GC | DIF |
| --------- | --- | -- | - | - | - | -- | -- | --- |
| Argentina | 18  | 6  | 6 | 0 | 0 | 41 | 1  | +40 |
| Chile     | 15  | 6  | 5 | 0 | 1 | 27 | 4  | +23 |
| Uruguay   | 9   | 6  | 3 | 0 | 3 | 13 | 12 | +1  |
| Brasil    | 9   | 6  | 3 | 0 | 3 | 10 | 16 | -6  |
| Perú      | 4   | 6  | 1 | 1 | 4 | 6  | 22 | -16 |
| Venezuela | 4   | 6  | 1 | 1 | 4 | 5  | 29 | -24 |
| Paraguay  | 3   | 6  | 1 | 0 | 5 | 9  | 27 | -18 |

### Resultados
| 29 de marzo, 2008 16:00 |      |           |  |  |
| Chile                   | 10–0 | Venezuela |  |  |

| 29 de marzo, 2008 18:00 |     |          |  |  |
| Brasil                  | 5–3 | Paraguay |  |  |

| 29 de marzo, 2008 20:00 |     |      |  |  |
| Uruguay                 | 4–0 | Perú |  |  |

| 30 de marzo, 2008 16:30 |     |        |  |  |
| Chile                   | 5–0 | Brasil |  |  |

| 30 de marzo, 2008 18:30 |     |      |  |  |
| Paraguay                | 2–3 | Perú |  |  |

| 30 de marzo, 2008 20:30 |     |         |  |  |
| Argentina               | 4–0 | Uruguay |  |  |

| 1 de abril, 2008 10:00 |      |           |  |  |
| Argentina              | 12–0 | Venezuela |  |  |

| 1 de abril, 2008 12:00 |     |        |  |  |
| Perú                   | 1–2 | Brasil |  |  |

| 1 de abril, 2008 14:00 |     |          |  |  |
| Chile                  | 4–0 | Paraguay |  |  |

| 2 de abril, 2008 11:00 |     |           |  |  |
| Brasil                 | 1–2 | Venezuela |  |  |

| 2 de abril, 2008 13:00 |     |      |  |  |
| Argentina              | 8–0 | Perú |  |  |

| 2 de abril, 2008 21:00 |     |         |  |  |
| Chile                  | 3–1 | Uruguay |  |  |

| 3 de abril, 2008 11:00 |     |      |  |  |
| Venezuela              | 2–2 | Perú |  |  |

| 3 de abril, 2008 13:00 |     |        |  |  |
| Argentina              | 4–0 | Brasil |  |  |

| 3 de abril, 2008 19:00 |     |          |  |  |
| Uruguay                | 5–2 | Paraguay |  |  |

| 5 de abril, 2008 08:00 |     |      |  |  |
| Chile                  | 4–0 | Perú |  |  |

| 5 de abril, 2008 12:00 |     |           |  |  |
| Uruguay                | 2–1 | Venezuela |  |  |

| 5 de abril, 2008 16:00 |      |          |  |  |
| Argentina              | 10–0 | Paraguay |  |  |

| 6 de abril, 2008 10:30 |     |        |  |  |
| Uruguay                | 1–2 | Brasil |  |  |

| 6 de abril, 2008 15:00 |     |          |  |  |
| Venezuela              | 0–2 | Paraguay |  |  |

| 6 de abril, 2008 19:30 |     |       |  |  |
| Argentina              | 3–1 | Chile |  |  |

| Campeón del Campeonato Suramericano 2008 |
| ---------------------------------------- |
| Argentina Tercer Título                  |

## Clasificación general
| Pos | Equipo    |
| --- | --------- |
| 1   | Argentina |
| 2   | Chile     |
| 3   | Uruguay   |
| 4   | Brasil    |
| 5   | Perú      |
| 6   | Venezuela |
| 7   | Paraguay  |